# Площадь Исаака Пераля
Площадь Исаака Пераля (исп. Plaza de Isaac Peral), также известная как Площадь Пераля (исп. Plaza Peral), является одной из главных площадей города Эль-Пуэрто-де-Санта-Мария, названная в честь прославленного моряка и изобретателя Исаака Пераля.

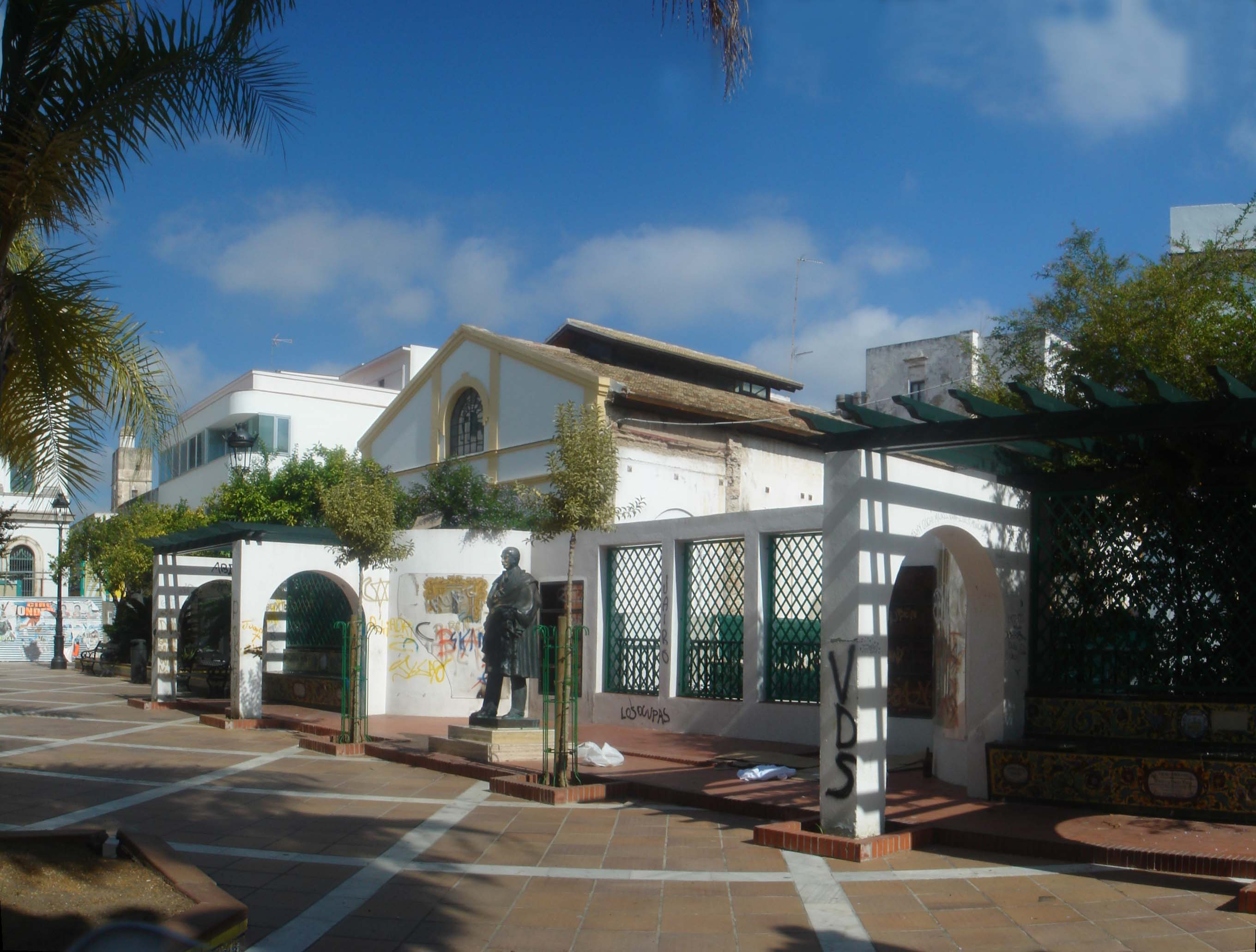
Памятник Педро Муньос Сека

Она была основана во второй половине 19-го века на месте, оставленном после сноса старого монастыря Сан-Антонио-де-лос-Дескальзос, так как революция 1868 года имела роковые последствия для строения. 21 сентября революционная хунта согласилась на выселение религиозного Ордена Миссионеров Азии, которые занимали здание с 1835 года. После сноса на этом месте было построено место для прогулок с новыми фасадами, которое впоследствии было названо Площадь Свободы, а позже Площадью Исаака Пераля. Там же был возведён Муниципальный дворец (ратуша в неоклассическом стиле).
Площадь была реконструирована в 1994 году из-за строительства подземной парковки, была уничтожена часть паркового ансамбля, состоящего из столетних пальм и араукариев, что вызвало большое негодование среди населения, поскольку город потерял безвозвратное наследие. На площади установлен памятник драматургу Педро Муньос Сека (исп. Pedro Muñoz Seca).